# Jehněda

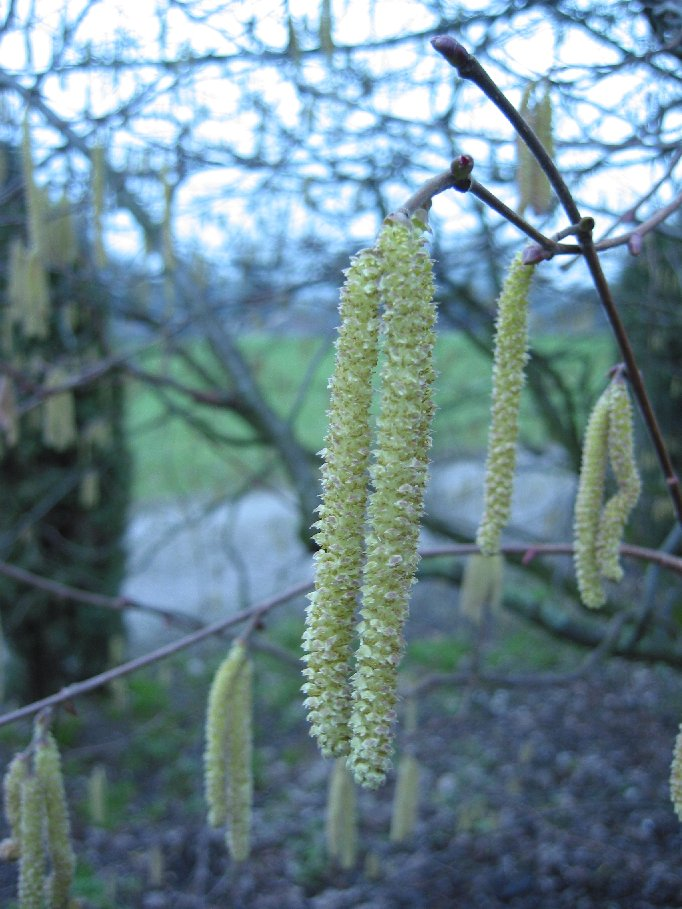
Jehněda

Jehněda (nebo také amentum) je květenství, kdy jsou na nitkovitém vřetenu nahloučeny nestopkaté přisedlé květy. Jehněda může být tzv. nicí (např. líska obecná) nebo tzv. vzpřímená (např. vrba jíva).